# 30 silverpenningar
30 silverpenningar (engelska: Silver Bears) är en brittisk-amerikansk långfilm från 1978 i regi av Ivan Passer, med Michael Caine, Cybill Shepherd, Louis Jourdan och Stéphane Audran i rollerna. Manuset bygger på romanen Silver Bears av den amerikanska författaren Paul Erdman. Filmen är även känd under titeln Spekulation i silver.

## Handling
Doc Fletcher (Michael Caine) övertygar sin chef, maffiabossen Joe Fiore (Martin Balsam) att köpa upp en schweizisk bank så de enklare kan tvätta sina illegal inkomster. Tillsammans med bossens son Albert Fiore (Jay Leno) åker Fletcher till Lugano, men väl där inser de att banksituationen inte är som den ska vara. Deras kompanjon, den italienska prinsen Gianfranco di Siracusa (Louis Jourdan), har endast kunnat införskaffa ett sjaskig litet ställe ovanför en pizzeria, med 900 dollar i kapital. Men Gianfranco har en idé, de kan investera i en iransk silvergruva som ägs av hans kusin Agha Firdausi (David Warner) och dennes syster Shireen (Stéphane Audran). Allt eftersom deras silver flödar in på marknaden så får de internationella silverhandlare efter sig.

## Rollista
| Michael Caine     | – Doc Fletcher                  |
| Cybill Shepherd   | – Debbie Luckman                |
| Louis Jourdan     | – Prince Gianfranco di Siracusa |
| Stéphane Audran   | – Shireen Firdausi              |
| David Warner      | – Agha Firdausi                 |
| Tom Smothers      | – Donald Luckman                |
| Martin Balsam     | – Joe Fiore                     |
| Jay Leno          | – Albert Fiore                  |
| Tony Mascia       | – Marvin Skinner                |
| Charles Gray      | – Charles Cook                  |
| Joss Ackland      | – Henry Foreman                 |
| Jeremy Clyde      | – Nick Topping                  |
| Moustache         | – Signore Bendetti              |
| Mike Falco        | – Boston                        |
| Philip Mascellino | – St. Louis                     |